# Křížový potok
Křížový potok ist ein Gebirgsbach im tschechischen Teil des östlichen Riesengebirges.

## Lage
Die Quellen des Baches, der vor 1945 als  „Kreuzbach“ bekannt war, liegen am Osthang des Růžová hora (deutsch: Rosenberg, 1396 m), etwa 70 Meter unterhalb des Gipfels. Sein Tal, ein Seitental des Löwengrunds (tschechisch: Lví důl), ist schmal und tief zwischen dem nordöstlichen Ausläufer des Rosenbergs und seinem nach Nordosten vorgelagertem Wintergipfel Koule (de: Kugeln, 1264 m) eingeschnitten. Sein Lauf führt zunächst in nordöstliche, später im Unterlauf in östliche Richtung. Nach etwas weniger als zwei Kilometern mündet er in den Löwenbach (cs: Jelení potok).

## Namen
Das Tal trägt den tschechischen Namen „Slunný důl“, der auf die frühere deutsche Bezeichnung „Sonnengraben“ zurückgeht. Ein weiterer alter deutscher Namen ist „Kreuzgraben“.

## Tourismus und Naturschutz
Unten im Löwengrund, führt auf einer Asphaltstraße die Fahrradtrasse K25 von Malá Úpa  (de: Klein Aupa) nach Šímovy chalupy (de: Simmaberg); oben am Grat, wenig oberhalb der Quellen verläuft gelb markiert der Weg aus Velká Úpa (de: Groß Aupa) zur Schneekoppe. Es führen aber keine Wege durch den Sonnengraben. Der Bach und die nähere Umgebung des Tals liegen auf dem Gebiet des Nationalparks Riesengebirge Krkonošský národní park (KRNAP) und sind daher für Wanderer, Skiläufer und Fahrradfahrer gesperrt.